# Assé-le-Bérenger
Assé-le-Bérenger és un municipi francès situat al departament de Mayenne i a la regió de País del Loira. L'any 2007 tenia 393 habitants.

## Demografia

### Població
El 2007 la població de fet d'Assé-le-Bérenger era de 393 persones. Hi havia 140 famílies de les quals 32 eren unipersonals (16 homes vivint sols i 16 dones vivint soles), 40 parelles sense fills, 64 parelles amb fills i 4 famílies monoparentals amb fills.
La població ha evolucionat segons el següent gràfic:
Habitants censats

### Habitatges
El 2007 hi havia 180 habitatges, 147 eren l'habitatge principal de la família, 12 eren segones residències i 21 estaven desocupats. 178 eren cases i 1 era un apartament. Dels 147 habitatges principals, 106 estaven ocupats pels seus propietaris, 39 estaven llogats i ocupats pels llogaters i 2 estaven cedits a títol gratuït; 1 tenia una cambra, 7 en tenien dues, 17 en tenien tres, 50 en tenien quatre i 72 en tenien cinc o més. 99 habitatges disposaven pel capbaix d'una plaça de pàrquing. A 65 habitatges hi havia un automòbil i a 74 n'hi havia dos o més.

### Piràmide de població
La piràmide de població per edats i sexe el 2009 era:
| Homes | Edats   | Dones |
| ----- | ------- | ----- |
| 0     | 95 o +  | 0     |
| 0     | 90 a 94 | 0     |
| 0     | 85 a 89 | 4     |
| 4     | 80 a 84 | 8     |
| 0     | 75 a 79 | 12    |
| 0     | 70 a 74 | 4     |
| 8     | 65 a 69 | 4     |
| 8     | 60 a 64 | 16    |
| 4     | 55 a 59 | 4     |
| 8     | 50 a 54 | 4     |
| 12    | 45 a 49 | 4     |
| 12    | 40 a 44 | 16    |
| 16    | 35 a 39 | 28    |
| 16    | 30 a 34 | 8     |
| 12    | 25 a 29 | 16    |
| 8     | 20 a 24 | 8     |
| 8     | 15 a 19 | 4     |
| 24    | 10 a 14 | 28    |
| 12    | 5 a 9   | 4     |
| 12    | 0 a 4   | 12    |

## Economia
El 2007 la població en edat de treballar era de 244 persones, 197 eren actives i 47 eren inactives. De les 197 persones actives 186 estaven ocupades (95 homes i 91 dones) i 11 estaven aturades (5 homes i 6 dones). De les 47 persones inactives 17 estaven jubilades, 24 estaven estudiant i 6 estaven classificades com a «altres inactius».

### Ingressos
El 2009 a Assé-le-Bérenger hi havia 157 unitats fiscals que integraven 428 persones, la mediana anual d'ingressos fiscals per persona era de 15.601 €.

### Activitats econòmiques
Dels 7 establiments que hi havia el 2007, 1 era d'una empresa de construcció, 3 d'empreses de comerç i reparació d'automòbils i 3 d'empreses de serveis.
L'únic servei als particulars que hi havia el 2009 era un taller de reparació d'automòbils i de material agrícola.
L'any 2000 a Assé-le-Bérenger hi havia 25 explotacions agrícoles que ocupaven un total de 1.005 hectàrees.

## Equipaments sanitaris i escolars
El 2009 hi havia una escola elemental integrada dins d'un grup escolar amb les comunes properes formant una escola dispersa.

## Poblacions més properes
El següent diagrama mostra les poblacions més properes.